# 이성재 (언론인)
이성재(李性在, 일본식 이름: 大本正郞오모토 세이로, ? ~ ?)는 일제강점기의 언론인이다.

## 생애
1933년 《만몽일보(滿蒙日報)》 창립위원으로 참여했으며 만몽일보사 이사(1933년 8월 ~ 1935년), 영업국장(1934년), 사장 학무대리(1937년)을 역임했다. 1937년 10월 21일부터 1938년 11월까지 만선일보사 부사장, 1938년 11월부터 1942년 8월까지 만선일보사 사장을 역임했고 1938년 1월 잡지 《재만조선인통신(在滿朝鮮人通信)》에 김동한 간도협조회 회장을 추모하는 글을 기고했다. 1940년 재만조선인교육후원회(만주국 협화회 수도계림분회가 재만 조선인 교육 사업을 위해 설치한 기구) 신징(新京, 신경) 지역 위원을 역임하는 동안 일제의 황민화 교육 정책에 적극 협력했다.
1940년 10월 30일 결성될 때부터 1940년 12월 20일 해체될 때까지 동남지구특별공작후원회(東南地區特別工作後援會, 만주국의 조선인 유력자들이 일제의 항일 무장 세력 토벌 작전을 지원하기 위해 결성한 단체) 상무위원을 역임하는 동안 일제의 치안숙정 공작과 항일 무장 세력 토벌 부대를 적극 후원했다. 또한 《만선일보》에 동남지구특별공작후원회 활동을 선전하는 기사를 실었고 항일 세력에 대해 투항할 것을 촉구하는 내용의 선전물을 배포했다.
1942년 2월 8일 젠다오 성(間島省, 간도성) 조선인들이 모금한 애국기(愛國機) 간도호(間島號) 2대를 일본 육군, 일본 해군에 헌납하기 위해 열린 간도호 기금헌납식에서 축사를 전달했으며 같은 해 2월 12일 만주국 협화회 소속 조선인보도분과위원회(朝鮮人輔導分科委員會)에서 만선일보사 대표로 참석했다. 1942년 8월 20일 만선일보사 이사장으로 취임했고 국민개로운동(國民皆勞運動, 일제가 조선인의 근로보국을 주장하면서 실시한 운동)과 일제의 침략 전쟁에 적극 협력했다.
1943년 만선학해사(滿鮮學海社)가 만주국 건국 10주년을 기념하여 발간한 《반도 사화와 낙토 만주》(半島 史話와 樂土 滿洲)에 게재된 글인 〈재만 조선인의 10년 혈한사(血汗史)〉를 집필했다. 민족문제연구소의 친일인명사전 수록자 명단의 해외 부문, 친일반민족행위진상규명위원회가 발표한 친일반민족행위 705인 명단에 포함되었다.

## 참고자료
- 친일반민족행위진상규명위원회 (2009). 〈이성재〉. 《친일반민족행위진상규명 보고서 Ⅳ-13》. 서울. 221~252쪽.